# Genipa americana
Espèce
Genipa americana (Huito ou Jagua) est une espèce de Genipa, qui vit dans les forêts tropicales humides de la partie nord de l'Amérique du Sud (au sud du Pérou), des Antilles et du sud du Mexique. C'est un petit arbre qui atteint une hauteur de 15 m. Les feuilles sont opposées, lancéolées à oblongues, mesurant 20 à 35 cm de long sur 10 à 19 cm de large. Elles sont luisantes et vert foncé. Les fleurs sont blanches, jaunes ou rouges, avec une corolle de 5 à 6 cm de diamètre possédant cinq pétales. Le fruit est une baie comestible à peau épaisse de 5 à 8 cm de diamètre.
Plusieurs taxons intraspécifiques ont été décrits :
- Genipa americana var. americana
  - Genipa americana f. grandifolia Chodat & Hassl.
  - Genipa americana f. jorgensenii Steyerm.
  - Genipa americana f. parvifolia Chodat & Hassl.
- Genipa americana var. caruto K.Schum.
- Genipa americana var. riobranquensis Kuhlm.

Les feuilles de cet arbre sont une source de nourriture pour les chenilles de Aellopos fadus

## Utilisations
Genipa americana est cultivé pour ses fruits comestibles, à partir desquels sont réalisées des boissons, des confitures... Il est également utilisé pour traiter les attaques de candiru. Les Indiens d'Amérique du Sud baignent leurs jambes dans le liquide clair obtenu à partir du fruit. Le liquide a un effet énergisant.
De plus ce liquide teint la peau en noir. Cette couleur disparaissant après une quinzaine de jours. Quand les Indiens d'Amérique du Sud partaient se battre, ils se peignaient le corps[citation nécessaire] avec du jus de genipa et de roucou. Le jus du jeune fruit est clair, mais sur la peau une réaction chimique crée une couleur bleu nuit comme un tatouage.
Genipa americana préfère les alluvions, et pousse très rapidement même sur des sols inondés.

## Référence
- (en) Cet article est partiellement ou en totalité issu de l’article de Wikipédia en anglais intitulé « Genipa americana » (voir la liste des auteurs).